# Lars Christensen

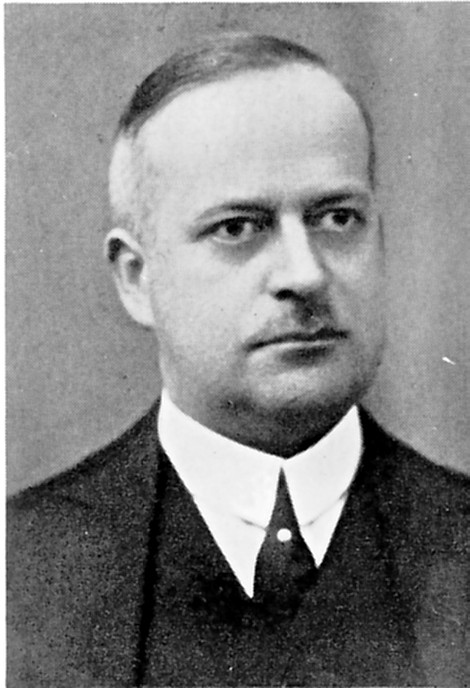
Lars Christensen

Lars Christensen, född 6 april 1884 i Sandar i Vestfold, död 10 december 1965 i New York, var en norsk valfångstredare och konsul. Han finansierade nio vetenskapliga expeditioner till Antarktis (däribland Norvegia-expeditionerna), och deltog själv på fyra av dem. Han donerade även Hvalfangstmuseet i Sandefjord och Sjøfartsmuseet i Oslo. Under andra världskriget var Christensen under sex år finansråd vid den norska ambassaden i USA, och medlem av Nortraships råd.
Vulkanen Lars Christensentoppen på Peter I:s ö, som utforskades av två expeditioner initierade av Christensen, är döpt efter honom. Även glaciären Christensenbreen på Bouvetön har sitt namn efter Christersen.